# Brad Camp
Brad Camp, född 25 december 1964, är en australisk friidrottare. Han deltog vid olympiska sommarspelen 1988.